# Костылевка (Смоленская область)
Костылевка — деревня в Вяземском районе Смоленской области России.
Входит в состав Исаковского сельского поселения. Население — 3 жителя (2007). 

## География
Расположена в восточной части области в 24 км к востоку от Вязьмы, в 27 км восточнее автодороги Р132 Вязьма — Калуга — Тула — Рязань, на берегу реки Жижала. В 7 км южнее деревни расположена железнодорожная станция Жижало на линии Вязьма — Калуга. 

## История
В годы Великой Отечественной войны деревня была оккупирована гитлеровскими войсками в октябре 1941 года, освобождена в марте 1943 года. 